# Stephen Pearson
Stephen Paul Pearson (Lanark, Escocia, 2 de octubre de 1982), futbolista escocés. Juega de volante y su último equipo en Europa fue el Bristol City. Actualmente juega en el Atlético de Kolkata, un equipo de fútbol de la India que juega en la Superliga de India, la liga de fútbol más importante del país.

## Selección nacional
Ha sido internacional con la Selección de fútbol de Escocia, ha jugado 10 partidos internacionales.

## Clubes
| Club                | País       | Año        | Partidos | Goles |
| ------------------- | ---------- | ---------- | -------- | ----- |
| Motherwell FC       | Escocia    | 2001-2004  | 88       | 13    |
| Celtic FC           | Escocia    | 2004-2007  | 76       | 7     |
| Derby County        | Inglaterra | 2007-2008  | 125      | 4     |
| Stoke City          | Inglaterra | 2008       | 4        | 0     |
| Bristol City        | Inglaterra | 2011- 2013 | 68       | 6     |
| Kerala Blasters     | India      | 2014       | 17       | 2     |
| Motherwell FC       | Escocia    | 2015       |          |       |
| Atlético de Kolkata | India      | 2016       |          |       |

## Palmarés

### Campeonatos nacionales
| Título                     | Club               | País    | Año  |
| -------------------------- | ------------------ | ------- | ---- |
| Liga Premier de Escocia    | Celtic FC          | Escocia | 2004 |
| Copa de Escocia            | Celtic FC          | Escocia | 2004 |
| Copa de Escocia            | Celtic FC          | Escocia | 2005 |
| Copa de la Liga de Escocia | Celtic FC          | Escocia | 2006 |
| Liga Premier de Escocia    | Celtic FC          | Escocia | 2006 |
| Superliga de India         | Kerala Blasters FC | India   | 2014 |